# Phon (Einheit)
Das Phon (gem. neuer deutscher Rechtschreibung auch Fon) ist die Maßeinheit der psychoakustischen Größe Lautstärkepegel. Der Lautstärkepegel in Phon beschreibt – wie die Lautheit in Sone – die empfundene Lautstärke, mit der ein Mensch ein Schallereignis als Hörereignis wahrnimmt. Erstmals eingeführt wurde das Phon 1925 durch Heinrich Barkhausen. Das Phon ist keine SI-Einheit bzw. gesetzliche Einheit in der EU, wird aber durch die ISO 532 definiert.
Der Wert in Phon gibt an, welchen Schalldruckpegel (in dB) ein Sinuston mit einer Frequenz von 1000 Hz besitzt, der gleich laut empfunden wird wie das eigentliche Schallereignis, das eine andere Frequenz besitzt. Durch diesen Vergleich der empfundenen Lautstärke eines beliebigen Schallsignals mit der Lautstärke eines Referenzsignals (dem Sinuston bei 1000 Hz) ist es möglich, die Hörempfindung mit einem Pegelwert zu beschreiben, der unabhängig vom Spektrum des Signals ist.

## Isophone

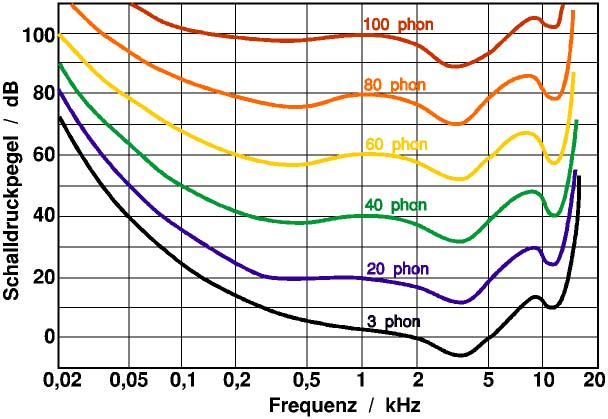
Hörfläche mit Kurven gleicher Lautstärkepegel (Isophonen) – hier die ältere Fassung; neue Norm ist ISO 226:2023.

Die Einheit Phon des Lautstärkepegels ergibt sich aus Kurven gleicher Lautstärkeempfindung (Isophonen) in einem Diagramm mit den Achsen Schalldruckpegel und Frequenz. Die unterste dieser Kurven beschreibt den Verlauf der Hörschwelle und liegt bei 3 phon, da ein 1000-Hz-Ton (das Referenzsignal für die Phon-Definition) erst ab einem Schalldruckpegel von 3 dB wahrgenommen werden kann. Die Schmerzschwelle liegt bei etwa 130 phon. Lautere Geräusche werden als Schmerz wahrgenommen und können selbst bei kurzzeitiger Einwirkung zu Hörschäden führen.

## Lautstärkepegel versus Lautheit

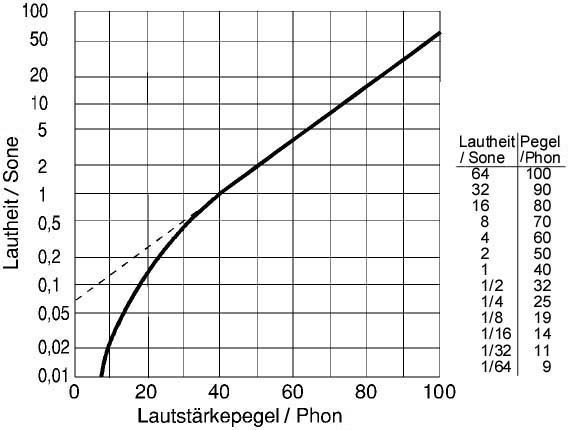
Zusammenhang zwischen Lautstärkepegel in Phon und Lautheit in Sone

Die Größe des Lautstärkepegels in Phon dient der Verknüpfung von empfundenen Lautstärken mit Pegelwerten. Ein quantitativer Vergleich unterschiedlicher Lautstärken ist über die Phon-Skala dagegen nur eingeschränkt möglich:
- Zum einen ist der Phonwert nicht proportional zur wahrgenommenen Lautstärke: Ein Schallereignis mit 80 phon hat (skalar) nicht etwa die doppelte Lautstärke eines Schallereignisses mit 40 phon, sondern ist 16-mal so laut. Der Lautstärkepegel ist, mathematisch gesprochen, „nicht verhältnisskaliert“.
- Zum anderen führt eine gleiche Änderung des Phonwertes nicht im gesamten Pegelbereich zu einer gleichen Änderung der wahrgenommenen Lautstärke. So ergibt eine Erhöhung des Phonwerts von 10 auf 20 phon eine Versechsfachung der empfundenen Lautstärke. Eine Erhöhung des Phonwerts von 50 auf 60 phon führt dagegen nur zu einer Verdoppelung der empfundenen Lautstärke.

Insofern ist noch eine weitere Größe zur Psychometrisierung der Lautstärke notwendig, die einen möglichst linearen Zusammenhang zwischen Zahlenwert und Reizintensität erfasst, nämlich die Größe der sogenannten Lautheit mit ihrer Einheit Sone:

Einem Schallereignis, das den Lautstärkepegel 40 phon besitzt, wird per Definition die Lautheit „1 sone“ zugewiesen. Ein Schallereignis, das doppelt so laut empfunden wird, besitzt die doppelte Lautheit (also 2 sone) usw. Unterhalb von 40 phon besteht ein logarithmischer Zusammenhang zwischen Sone und Phon (siehe Bild); eine Zunahme des Lautstärkepegels um 10 phon entspricht hier einer Verdoppelung der empfundenen Lautstärke. Beispielsweise wird ein Schallereignis der Lautstärke 100 phon 64-mal so laut wahrgenommen wie ein Schallereignis mit 40 phon.
Gleichwohl kann auch bei Sone-Werten nicht von vermeintlich 'n-fach so laut empfundenen Lautheiten' gesprochen werden. – Zwar lässt sich skalar von n-fachen Lautheiten sprechen, es kann aber nicht unterstellt werden, dass Versuchspersonen einen Begriff von proportionalen 'Lautheitsintervallen' haben („Hört sich n-fach so laut an“).

## Messtechnik
In der Schallmessung hat das Phon wenig Bedeutung. Zur Schallmessung wird entweder der bewertete Schalldruckpegel gemessen (in den meisten gesetzlichen Richtlinien und Normen wird eine Messung mit dem A-Bewertungsfilter verlangt), bei denen die systematischen Fehler dieses Verfahrens in Kauf genommen werden, oder aus dem Schallereignis wird die Lautheit in Sone bestimmt.
Das Phon spielt dann eine Rolle, wenn Schalldruckpegel und Lautheit verglichen werden sollen. So bietet z. B. das Lautheitsmessverfahren nach Zwicker die Möglichkeit, sowohl die Lautheit in Sone als auch den Lautstärkepegel in Phon zu bestimmen. Der Lautstärkepegel in Phon erlaubt dann den direkten Vergleich mit bewerteten Schalldruckpegel-Messungen in dB und eine leichtere Bewertung von Unterschieden.

## Unterschiedsschwelle
Ein Lautstärkeunterschied von etwa 1 phon liegt als Unterschiedsschwelle gerade eben an der Grenze der Erkennbarkeit. Deshalb ist es weder nötig noch sinnvoll, Bruchteile eines Phon anzugeben.